# Elias Cornelius Boudinot
Cet article possède un paronyme, voir Elias Boudinot (homonymie).
Pour les articles homonymes, voir Boudinot.
Elias Cornelius Boudinot (1er août 1835 – 27 septembre 1890) est un avocat et homme politique cherokee. Durant la guerre de Sécession, il sert en tant que lieutenant colonel de l'Armée des États confédérés.

## Biographie
Elias Cornelius Boudinot est né le 1er août 1835 à New Echota (en), fils d'Elias Boudinot, personnalité influente de la nation Cherokee et éditeur du premier journal amérindien, le Cherokee Phoenix, et de sa femme blanche Harriet Ruggles Gold originaire du Connecticut. Après l'assassinat de son père en 1839 pour avoir signé le traité de New Echota qui prévoyait la déportation des Cherokees dans le Territoire indien, Elias Cornelius Boudinot est envoyé dans la famille de sa mère, en Nouvelle-Angleterre.
En 1853, il s'installe à Fayetteville en Arkansas et étudie le droit. Il s'engage alors en politique, sous les couleurs du Parti démocrate.
En 1861, lorsque l'Arkansas rejoint la Confédération au début de la guerre de Sécession, Boudinot aide son oncle Stand Watie à recruter des hommes parmi les Cherokees pour servir l'Armée confédérée. Il s'élève au grade de lieutenant colonel et participe à plusieurs batailles dont celles de Pea Ridge et de Locust Grove (en). En 1863, il est élu délégué des Cherokees au Congrès des États confédérés.
Elias Cornelius Boudinot épouse Clara Minear en 1885 et s'installe à Fort Smith en Arkansas où il meurt le 27 septembre 1890 de dysenterie.